# Tesoro di Pouan
Il tesoro di Pouan fu un tesoro casualmente scoperto nel 1842 da un contadino a Pouan-les-Vallées, un villaggio francese nel cantone di Arcis-sur-Aube, nella regione della Champagne-Ardenne, sulla riva meridionale del fiume Aube. Questo tesoro consisteva in uno scheletro sepolto con numerosi gioielli smaltati d'oro e di granato, tra i quali un anello d'oro riportante l'iscrizione HEVA, e due spade con l'elsa placcata in oro. La natura dei reperti presenti nella tomba l'hanno fatta identificare come una sepoltura di un guerriero di stirpe germanica vissuto nel V secolo. I reperti sono ora conservati presso il Musée Saint-Loup (Musée d'Art d'Archéologie et de Sciences Naturelles) a Troyes.
L'antiquario che per primo descrisse i reperti, Achille Peigné-Delacourt (1797-1881), ritenne ottimisticamente che, a causa della ricchezza della sepoltura, il guerriero sepolto potesse essere nientemeno che Teodorico I, re dei Visigoti, caduto nella vicina battaglia dei Campi Catalaunici. Secondo Peigné-Delacourt, il corpo era stato frettolosamente sepolto dai suoi seguaci, con l'intenzione di recuperarlo successivamente, mentre non era in effetti quello di Teodorico il corpo sepolto a Tolosa con una cerimonia ufficiale, quello che Giordane racconta essere stato ritrovato sul campo di battaglia sotto una montagna di cadaveri e portato via a spalla con tutti gli onori sotto gli occhi dei nemici. Flavio Ezio convinse il figlio di Teodorico, Torismondo, a tornare rapidamente a Tolosa per insediarsi saldamente sul trono sventando eventuali piani di ribellione dei suoi fratelli. Cosa che Torismondo fece immediatamente, diventando re senza incontrare alcuna resistenza. Lo storico John Man descrive le motivazioni immaginate da Peigné-Delacourt,
"... Torismondo, desideroso di affermare il suo diritto a regnare nei confronti dei fratelli, avrebbe potuto aver interesse a trovare un corpo, un corpo qualsiasi, che potesse essere identificato, a torto o a ragione, come quello di suo padre, e seppellirlo in fretta, mostrandosi molto addolorato, e ottenere di essere immediatamente acclamato re".
In seguito, storici autorevoli come Thomas Hodgkin e John Bagnell Bury hanno espresso chiaramente il loro scetticismo riguardo a questa identificazione. 
Ulteriori ritrovamenti nell'area di Pouan e del vicino villaggio di Villette, tra cui due piccoli vasi di bronzo, una coppa, e svariate armi da taglio, diedero credito a supposizioni locali che questo fosse il luogo della battaglia dei Campi Catalaunici, comunemente localizzata nei pressi di Châlons-en-Champagne.